# Tolliella fulguritella
Tolliella fulguritella är en fjärilsart som beskrevs av Émile Louis Ragonot 1895. Tolliella fulguritella ingår i släktet Tolliella och familjen fransmalar. Inga underarter finns listade i Catalogue of Life.